# El sistema periódico
El sistema periódico es el quinto libro de Primo Levi. Se trata de una colección de cuentos publicada en 1975 por Einaudi, Turín. La publicación en español fue en 1999  por Alianza Editorial, Madrid (Trad. de Carmen Martín Gaite).
La obra recoge veintiún relatos, cada uno de ellos titulado con el nombre de un elemento de la tabla periódica, que tiene referencias con el contenido del capítulo o compara las propiedades químicas de este elemento con las situaciones descritas. Los temas son numerosos, centrados en la vida profesional de un químico y contenidos en un marco autobiográfico. Desde los primeros experimentos hasta las primeras aplicaciones, desde las vivencias en los campos de concentración nazis hasta las historias -reales o ficticias- relacionadas con la profesión de químico: la vida del autor es vista a través del caleidoscopio de la química.
«La nobleza del hombre, adquirida en cien siglos de pruebas y errores, consistía en hacerse señor de la materia, y yo me había matriculado en Química porque quería permanecer fiel a esta nobleza. Superar la materia es comprenderla, y comprender la materia es necesario para comprender el universo y a nosotros mismos: y por eso el Sistema Periódico de Mendeléyev […] era un poema”.
El 19 de octubre de 2006, la Royal Institution del Reino Unido eligió este trabajo como el mejor libro científico jamás escrito
El sistema periódico es luego de Si esto es un hombre, que describe su paso por Auschwitz, y La tregua, en la que habla de su odisea por Europa del Este después de su liberación del campo de concentración, su tercera obra autobiográfica.

## Trama
Los capítulos van desde los orígenes de Levi como judío piamontés a través de su formación como químico, sus experiencias como partisano antifascista, su encarcelamiento en Fossoli y en el campo de concentración de Auschwitz hasta su vida como químico industrial después de la Segunda Guerra Mundial.

Los elementos químicos que se mencionan en el libro

1. Argón Una descripción de su trasfondo judío-piamontés y del dialecto judío de la región. Sus ancestros son presentados amorosamente y sin valoración con sus detalles y peculiaridades. El argón es un gas noble inerte y con una reactividad muy baja. Asimismo, los antepasados judíos de Levi son retraídos e inertes al ambiente cristiano.
2. Hidrógeno Cuenta la historia de Levi y su amigo Mario Piacenza (bajo el seudónimo de Enrico) cuando realizaban experimentos prohibidos en el laboratorio del hermano de su amigo. Allí realizan experimentos sencillos con tubos de vidrio que calientan y deforman, produciendo hidrógeno por electrólisis, que Levi enciende y quema con estruendo. También explica sus pensamientos ingeniosamente idealistas cuando era adolescente y los compara con los de su amigo, quien representa una visión del mundo completamente diferente y mucho más racional, a pesar de que ambos tenían mucho en común.
3. Zinc El primer año de sus estudios de química y el primer experimento en el laboratorio es la producción de sulfato de zinc a partir de zinc y ácido sulfúrico. En los laboratorios ata los primeros tiernos lazos de amor.
4. Hierro Su segundo año de estudios. Levi encuentra en Sandro Delmastro un alma gemela y un amigo con quien va de excursión a las montañas. De esta manera se fortalecen físicamente, pero también intelectualmente, para la lucha contra el fascismo dominante. El hierro se convierte así en un símbolo de su endurecimiento. Sandro Delmastro fue fusilado en 1944 como partidario de la resistencia antifascista.
5. Potasio Debido a su origen judío y a las leyes raciales vigentes en la Italia fascista, ninguno de los profesores de química lo acepta como estudiante de doctorado. Está haciendo su doctorado en el instituto de física con un asistente de origen griego. Allí trabaja con potasio elemental, que provoca un incendio por un descuido suyo.
6. Níquel Describe el primer trabajo de Levi, inmediatamente después de graduarse, en los laboratorios químicos de una mina (la asbestosfera de Balangero, aunque Levi nunca la menciona).
7. Plomo Un hombre que se presenta como Rodmund relata sus andanzas y vivencias que le han llevado por Europa durante años. Proviene de una familia que ha prospectado y explotado yacimientos de plomo durante generaciones y cuyos miembros tienen la capacidad de reconocer minerales que indican plomo sin haber tenido una educación formal. No se menciona explícitamente su origen, ni tampoco la identidad de su destino, la isla de Icnusa (antiguo nombre de Cerdeña).
8. Mercurio El episodio tiene lugar poco después de la muerte de Napoleón en la remota isla de Tristán de Acuña en el Atlántico Sur, cuyo nombre no se menciona explícitamente. En el capítulo Nickel, sin embargo, Levi menciona que escribió los capítulos Plomo y Mercurio durante este tiempo y, a través de una nota que encontró accidentalmente sobre Tristán de Acuña, que usó esto como escenario para la historia. El cabo Abrahams vive allí solo con su esposa y solo los visita una vez al año un ballenero que trae noticias y suministros. Un día trae consigo a dos holandeses que se enfrentan a la pena de muerte en su país de origen; Un poco más tarde, Abrahams rescata a dos italianos de una isla vecina. La constelación de cinco hombres y una sola mujer está muy tensa, por lo que en la próxima visita del ballenero “ordenan” a cuatro mujeres, a las que pagan con mercurio encontrado en una cueva tras una erupción volcánica.
9. Fósforo Levi es reclutado por un empresario suizo para desarrollar un fármaco a base de fósforo, o más precisamente fosfatos, contra la diabetes en Milán. Allí se encuentra con una compañera de estudios que le había recomendado. Se desarrolla cierta tensión erótica entre los dos, pero Giulia está comprometida y no deja que la relación se profundice.
10. Oro A pesar de las circunstancias opresivas, Levi vive relativamente despreocupado en un círculo de amigos en Milán, pero se une a los partisanos antifascistas y es capturado en diciembre de 1943. Mientras está en prisión, conoce a un compañero que le cuenta sobre una llanura aluvial de oro que ha sido utilizada por su familia durante muchas generaciones. Solo pequeñas cantidades de oro se lavan allí, lo suficiente para vivir, pero de manera constante. Levi toma esto como una metáfora de la continuidad de la naturaleza y un ideal de frugalidad, en oposición a las condiciones frenéticas y caóticas de la época.
11. Cerio Para sobrevivir al hambre en Auschwitz, Levi roba ferrocerio, una aleación de cerio y hierro que puede usarse como pedernal, del laboratorio donde trabaja. Él y su compañero de prisión, Alberto, canjean la substancia por pan. Alberto es la persona que apoya a  Levi, siempre levantándolo cuando está desesperado. Trágicamente, Alberto muere más tarde en una de las marchas de la muerte, mientras que Levi sobrevive en la enfermería.[4]
12. Cromo Algún tiempo después de la guerra, los amigos de Levi se encuentran y cuentan sus respectivas historias. Uno de estos amigos trabajó durante un tiempo en una fábrica donde Levi trabajó una década antes e informa que había un componente completamente sin sentido en una receta, a saber, cloruro de amonio, que ninguno de los empleados pudo explicar. Luego, Levi recordó su tiempo en la empresa y cómo había vuelto a hacer efectivos lotes defectuosos de un antioxidante a base de cromato al agregar este compuesto, que luego se incluyó como ingrediente en la receta. Después de la guerra, las materias primas volvieron a ser de mejor calidad y el cloruro de amonio ya no era necesario, pero aún se agregaba muchos años después, siguiendo la receta. En este capítulo también cuenta cómo conoció a su futura esposa.
13. Azufre Este breve capítulo cuenta cómo un trabajador solitario hace un brebaje sulfuroso en una caldera de producción por la noche. No se puede identificar una conexión directa con la vida de Levi.
14. Titanio Este es el capítulo más corto y tiene una dedicatoria: para Felice Fantino, y también para el pintor que pinta los muebles de un apartamento de blanco con titanio como pigmento (dióxido de titanio, TiO2), el nombre es Felice. Bromea con un niño mientras pinta. Este capítulo no tiene ninguna referencia reconocible a la vida de Leví.
15. Arsénico Levi regentaba un laboratorio de química privado con una persona de nombre Emilio, donde un día se presentó un anciano, llevándole una bolsa de azúcar para su análisis. El hombre no quería o no podía decir qué estaba buscando, solo que Levi debería analizar la substancia. Levi finalmente encuentra arsénico y se entera de que su cliente que obtuvo el azúcar como regalo de un competidor. Apenas sorprendido ni enojado, el hombre toma la bolsa y se va.
16. Nitrógeno Un fabricante de barras de labios quiere saber de Levi por qué sus productos son inferiores a los de la competencia y le pide que examine ambos. Quiere usar aloxano, un compuesto rico en nitrógeno, para mejorar sus lápices labiales y contrata a Levi para que le consiga algunos. Levi descubre que las heces de pollo contienen grandes cantidades de ácido úrico, a partir del cual se puede producir aloxano, pero no logra sintetizarlo con éxito.
17. Estaño Mientras sintetizan un compuesto de estaño (cloruro de estaño (II)) para un fabricante de espejos, Levi y su socio Emilio se dan cuenta de que el laboratorio conjunto ya no es viable, especialmente porque Levi, recién casado, ahora necesita un ingreso regular. Durante la disolución del laboratorio, que siempre fue improvisado, una gran campana extractora de humo cae desde el cuarto piso y los pierde a ambos por poco.
18. Uranio Como trabajador de campo, Levi visita a un cliente que le cuenta una historia larga y complicada que supuestamente le sucedió a él y que un soldado alemán que huía le dio una pieza de uranio. Le envía una muestra a Levi para que pueda verlo por sí mismo. Sin embargo, el comprueba que el supuesto uranio es en realidad cadmio.
19. Plata Levi es invitado por un compañero de clase que inicialmente ha no reconocido a asistir a una cena que celebra el 25 aniversario de su graduación. A pesar de sus reticencias, participa y conoce a un colega a quien le pide una historia de su vida. Cuenta cómo surgen los problemas en la fabricación de emulsiones que contienen plata para películas de rayos X y cómo encuentra la solución improbable a través de un detallado trabajo de detective.
20. Vanadio Hay problemas con la producción de una pintura, y Levi se queja al fabricante alemán de que una de sus materias primas debe estar defectuosa. Al principio el fabricante no reacciona, pero luego un tal Dr. Müller recomienda que se agreguen pequeñas cantidades de naptenato de vanadio (!) para remediar el problema. Este error de ortografía (debe ser naftenato de vanadio) le recuerda a Levi su estancia en Auschwitz, donde también trabajó un Dr. Müller, quien escribió α-naptilamina en lugar de α-naftilamina. Cuando le pregunta si él es el hombre en cuestión, resulta que realmente lo es. Müller propone un encuentro, que en un principio le produce dudas a Levi, pero luego accede después de larga vacilación. Sin embargo, poco antes de la reunión, muere el Dr. Müller. En este capítulo queda claro que Levi, incluso más de 20 años después de su encarcelamiento en Auschwitz, sigue siendo atormentado por lo que sucedió.
21. Carbono La historia de un átomo de carbono a lo largo de la evolución de la tierra, como metáfora de la eternidad y la fugacidad. Un átomo de carbono está ligado a la piedra caliza durante millones de años y se libera en 1840. Luego se une varias veces por fotosíntesis en moléculas orgánicas y es liberado nuevamente por otros organismos. El punto es que al final de la historia llega a la mente del autor justo cuando establece el punto final de la historia.

## Capítulos especiales
Los capítulos Plomo y Mercurio, a diferencia de los otros, son ficticios y fueron escritos mientras Levi trabajaba en una mina de actinolita. En el libro estos dos capítulos están en cursiva para referirse a este hecho externamente. Levi describe sus orígenes en el capítulo Níquel, y también que estos textos le parecieron perdidos durante años y solo reaparecieron sorprendentemente al revisar documentos antiguos. Azufre y Titanio son capítulos cortos que no presentan directamente a Levi. No está claro en qué medida están relacionados con su biografía.
El capítulo sobre el carbono tiene claros paralelismos con la Historia de la vida de un átomo de carbono de Hermann Römpp, como ha señalado Jens Soentgen. Esta obra de Römpp, que apareció en un volumen de la serie Kosmos en 1946, es la única de sus obras que no se publicó con su nombre sino con el seudónimo de Dr. Helmut Schmidt. Como se mencionó en el capítulo sobre el oro, el carbono ya se planeó a principios de la década de 1940 y se escribió ya en 1970, pero solo se publicó con la "tabla periódica". Difiere notablemente de los otros capítulos en estilo narrativo, incluida la narración de la historia desde el punto de vista de un solo átomo en lugar de un ser humano. Un análisis crítico del texto realizado por Soentgen sugiere que Levi usó la historia de Römpp/Schmid, al menos en parte, como plantilla; hay muchos paralelismos sorprendentes, y el remate también es comparable. Como en Römpp/Schmid el átomo de carbono acaba en la tinta de imprenta del volumen de Kosmos a disposición del lector, con Levi acaba en el cerebro del escritor en el momento en que escribe la historia. Además, Levi dominó el idioma alemán lo suficientemente bien como para leer el trabajo de Rompp en el original.

## Antecedentes
Levi explicó en 1976 que todos sus libros estaban hechos en parejas. La tabla periódica, la biografía de un químico inorgánico, originalmente estaba destinada a ser contrastada con un segundo texto que describiría el oficio de un químico orgánico. El libro tenía el título provisional Il doppio legame (El doble vínculo), pero nunca se completó. En cambio, Levi optó por combinar la tabla periódica con La chiave a stella (La llave a estrella), otra colección de textos breves que apareció en 1978 y tiene a un mecánico como protagonista. Pierpaolo Antonello describe el emparejamiento de estos dos textos como un díptico que trata sobre la versión de Levi del Homo faber.

## Interpretación y crítica
Heinz Thoma y Hermann H. Wentzel ven en El sistema periódico un intento de "poner orden en el caos de la experiencia recordada" usando un sistema tomado de la química. Hay paralelos con la novela Las ciudades invisibles del amigo de Levi, Italo Calvino, que también tiene un trasfondo científico. Incluso después del declive del neorrealismo italiano, Levi se aferró a la tarea de la literatura de transmitir significado y no cuestionó la capacidad del lenguaje para comunicarse. Esto contrastaba con contemporáneos como Samuel Beckett, aunque el absurdo también jugó un papel en su obra. Thoma y Wentzel ven a Levi como un heredero de la Ilustración y el positivismo, que se ha dedicado a comprender los fundamentos de derecho natural de lo vivido.
En el Literatur Lexikon de Kindler, Barbara Kleiner destaca que Levi entrelaza la actitud científica del químico con la del escritor. Al hacerlo, demuestra que la observación y la investigación, que son esenciales en química, también forman parte de las herramientas del escritor.
Catalina Botez enfatiza que los elementos de la ciencia, la autobiografía y la ficción están uno al lado del otro en pie de igualdad en El sistema periódico. En el corazón del texto está el intento de salir de la sombra del Holocausto a través del trabajo como científico por un lado y como escritor por el otro. Este trabajo (tanto científico como intelectual) en sí mismo se presenta como una oportunidad para restaurar la dignidad humana. Sólo parcialmente es posible ver autor, narrador y protagonista como una misma persona. Para Botez, la ficcionalización de la memoria juega un papel crucial.
La BBC produjo y transmitió una dramatización del libro en doce partes en 2016. Henry Goodman y Akbar Kurtha dieron voz a Primo Levi.